# Göttien
Göttien ist ein Ortsteil der Gemeinde Küsten in der Samtgemeinde Lüchow (Wendland) im niedersächsischen Landkreis Lüchow-Dannenberg.

## Lage
Der Ort liegt 6,5 km nordwestlich von Lüchow nördlich von Küsten in der Niederen Geest. Der Ort ist ein von Westen zugänglicher Rundling. Unmittelbar hinter den Höfen beginnen die Niederungswiesen. Im westlichen Teil der Gemarkung liegt der ehemalige Gutsbezirk Nienhof, in dem sich gegen Ende des 19. Jahrhunderts aus einer stellenweise offenen Heide ein aus überwiegend Kiefern bestehendes Waldgebiet bildete, das Nienhofer Forst genannt wird. Zum Ort gehören auch die Weiler Nienhof und Oldemühle.

## Geschichte
Ersterwähnung vermutlich 1296 als Geithin, sicher wird der Ort 1368 als Ghetlin erwähnt. Im Winsener Schatzregister von 1450 als Gettyn geführt. Göttien ist einer der am besten erhaltenen Rundlinge des Wendlands. Die Häuser sind im 18. und 19. Jahrhundert erbaut. Am 4. Oktober 1847 brannte ein Teil des Dorfes ab. Sie wurden danach verlegt und mit größerem Abstand wieder aufgebaut. Der alte Baumbestand auf dem Dorfplatz und die traditionelle Bausubstanz schaffen ein unverwechselbares Ortsbild. Der gesamte Rundling ist ein Baudenkmal. An der Kreisstraße 31, die westliche am Rundling vorbeiführt, sind im 19. Jahrhundert mehrere Abbauerstellen entstanden. Weiter westlich ist ein Neubaugebiet mit sechs Bauplätzen 2013 abgeschlossen worden. Im Rahmen der Gemeindegebietsreform wurde 1972 die bis dahin selbstständige Gemeinde Göttien zu einem Ortsteil von Küsten. Die Einwohnerzahl betrug 1848 noch knapp über zweihundert Menschen und ging bis 1987 auf unter einhundert zurück.

### Einwohnerentwicklung
| Jahr      | 1848 | 1925 | 1933 | 1939 | 1987 |
| --------- | ---- | ---- | ---- | ---- | ---- |
| Einwohner | 169  | 127  | 133  | 130  | 94   |

Nachfolgend wird die Einwohnerentwicklung grafisch dargestellt.

## Religion
Göttien gehört zur Kirchengemeinde Krummasel.